# Lila Toner
Pour les articles homonymes, voir Toner (homonymie).
Lila Toner est une joueuse de volley-ball turque née le 2 mai 1995 à İstanbul. Elle mesure 1,82 m et joue au poste de réceptionneuse-attaquante. 

## Clubs
| Club                    | De        | À         |
| ----------------------- | --------- | --------- |
| Fenerbahçe İstanbul     | 2003-2004 | 2008-2009 |
| TVF Spor Lisesi         | 2009-2010 | 2010-2011 |
| İller Bankası Ankara    | 2011-2012 | 2012-2013 |
| Oregon State University | 2013-2014 | …         |